# 赫爾辛基小丑
赫爾辛基小丑（芬蘭語：Helsingin Jokerit）是一支位於芬蘭赫爾辛基的職業冰球隊。该队曾赢得过6次芬兰冰球联赛冠军。它曾參賽於大陸冰球聯盟西部聯盟博布羅夫組。它於2014–15年KHL賽季加入大陸冰球聯盟，使芬蘭成為第一個有球隊加入聯盟的北歐國家。
2022年2月24日，由于俄罗斯入侵乌克兰的缘故，小丑队宣布退出2022年KHL季后赛。包括其主场冰球馆赞助商哈特瓦尔在内的多个赞助商宣布将中止赞助合同的意愿。2022年4月5日，小丑队从而宣布完全退出KHL联赛。2022年4月20日，该队宣布他们为参加芬兰冰球联赛2023-24赛季作准备。

## 外部連結
- 官方网站 （文） （英文） （俄文）